# Kyle Long
Kyle Howard Long (Ivy, 5 dicembre 1988) è un giocatore di football americano statunitense che milita nel ruolo di offensive guard per i Kansas City Chiefs della National Football League (NFL). Fu scelto nel corso del primo giro (20º assoluto) del Draft NFL 2013. Al college giocò a football all’Università dell'Oregon.

## Carriera

### Chicago Bears
Il 25 aprile 2013, Long fu scelto come 20º assoluto nel Draft 2013 dai Chicago Bears. Debuttò come professionista partendo come titolare nella vittoria della settimana 1 contro i Cincinnati Bengals. La sua stagione da rookie si concluse disputando tutte le 16 partite come titolare, venendo convocato per il Pro Bowl al posto dell'infortunato Mike Iupati dei San Francisco 49ers. L'anno seguente fu una delle poche note positive della deludente stagione dei Bears, venendo convocato per il secondo Pro Bowl e inserito nel Second-team All-Pro. Fu selezionato per il Pro Bowl per la terza stagione consecutiva anche nel 2015, al posto dell'infortunato Jason Peters. Si ritirò dopo la stagione 2019.

### Kansas City Chiefs
Il 17 marzo 2021 Long tornò dal ritiro per firmare un contratto annuale da 5 milioni di dollari con i Kansas City Chiefs.

## Palmarès
- Convocazioni al Pro Bowl: 3

2013, 2014, 2015
- Second-team All-Pro: 1

2014
- PFWA All-Rookie Team - 2013